# Severinia turcomaniae denticulata
Severinia turcomaniae denticulata es una subespecie de mantis de la familia Mantidae.

## Distribución geográfica
Se encuentra en Turkmenistán.